# CIE de la Zona Franca
El CIE de la Zona Franca és un centre d'internament d'estrangers situat a la Zona Franca de Barcelona. Es va inaugurar l'agost del 2006 amb una capacitat per a 226 interns, 78 dones i 148 homes.

## Història
El 2012 es va crear la plataforma anomenada Campanya pel Tancament dels CIE de Barcelona, arran de la mort d'Idrissa Diallo, estant sota custòdia del Centre d'internament d'estrangers de Barcelona.
Diverses entitats socials han reclamat reiteradament el tancament del CIE perquè consideren que violen els drets humans. El gener del 2016 un miler de persones van reclamar el seu tancament simulant un judici popular a l'entrada. Hi havia representants de Barcelona en Comú, la CUP, ERC, el Col·legi d'Advocats de Catalunya, el Centre Català d'Atenció al Refugiat, el Sindicat de Manters, Òmnium Cultural i Sos Racisme.
L'octubre del 2016, 69 dels 165 interns van iniciar una vaga de fam per demanar el seu alliberament. El març del 2017 hi van haver dos casos de tuberculosi, a un dels 179 interns i un dels 29 treballadors.
L'Ajuntament de Barcelona va obrir un expedient el 28 d'abril del 2016 per manca d'adequació de la llicència d'activitat, amb motiu de la manca de seguretat contra incendis de l'edifici. El 4 de juliol del 2016 va dictar el cessament de l'activitat després de l'absència de resposta del govern estatal, que es personà en el tràmit administratiu però ni va presentar recurs ni es va personar davant el jutge. El ministeri tancà la instal·lació els mesos d'abril i maig de 2016 per fer unes millores, però després de les obres, segons un informe dels bombers, la manca de seguretat persistia. A finals del març de 2017 l'Ajuntament de Barcelona va amenaçar en portar a l'Audiència Nacional el Ministeri de l'Interior si en un període de dos mesos no tancava el CIE. Segons el consistori, la voluntat de tancar el centre era compartida amb el Parlament de Catalunya i la Generalitat de Catalunya.
El març de 2020, amb motiu de la pandèmia per Coronavirus, els interns iniciaren una vaga de fam en protesta per la prohibició de rebre visites dels familiars i de les ONG, la manca de mesures sanitàries davant la crisi del coronavirus, i exigint el seu alliberament atès que el tancament de fronteres impedia efectuar cap deportació. Segons fonts de l'associació de drets humans Irídia, al llarg de la tarda del dijous 19 de març, la Policia Nacional espanyola va deixar marxar del CIE de la Zona Franca tots els interns que hi quedaven confinats i va tancar provisionalment les instal·lacions.
El centre va estar tancat sis mesos, del març a setembre del 2020. El juny del 2021 un manifest signat per 160 entitats i una manifestació a les portes del centre van denunciar "opacitat i arbitrarietat" perquè des de la reobertura no es permetien les visites al centre.